# Dweil (scheepvaart)
Dweil is het opzij bewegen van een schip. Dit kan door wind of stroming worden veroorzaakt of doordat het schip 'uit de bocht vliegt'. Het afdrijven wordt vooral in het laatste geval dweil genoemd. Platbodems hebben vooral last van dweil in een scherpe bocht. Dweil kan door een zwaard worden beperkt. Kielboten hebben door hun kiel minder last van dweil. 
Continu afdrijven is drift of verlijeren.